# Punata (província)
Punata é uma província da Bolívia localizada no departamento de Cochabamba, sua capital é a cidade de Punata.